# محمدجلال فیروزنیا
محمدجلال فیروزنیا (زاده ۱۳۳۹) دیپلمات اهل ایران است در لبنان.

## زندگی‌نامه
محمدجلال فیروزنیا دانش‌آموخته جامعه‌شناسی در مقطع کارشناسی ارشد است. از دیگر مسئولیت‌های وی به عنوان مدیرکل خلیج‌فارس وزارت خارجه، رئیس اداره اول خلیج‌فارس، رئیس اداره دوم خاورمیانه و شمال آفریقا و مشاور وزیر اشاره کرد.